# Vanessa cardui

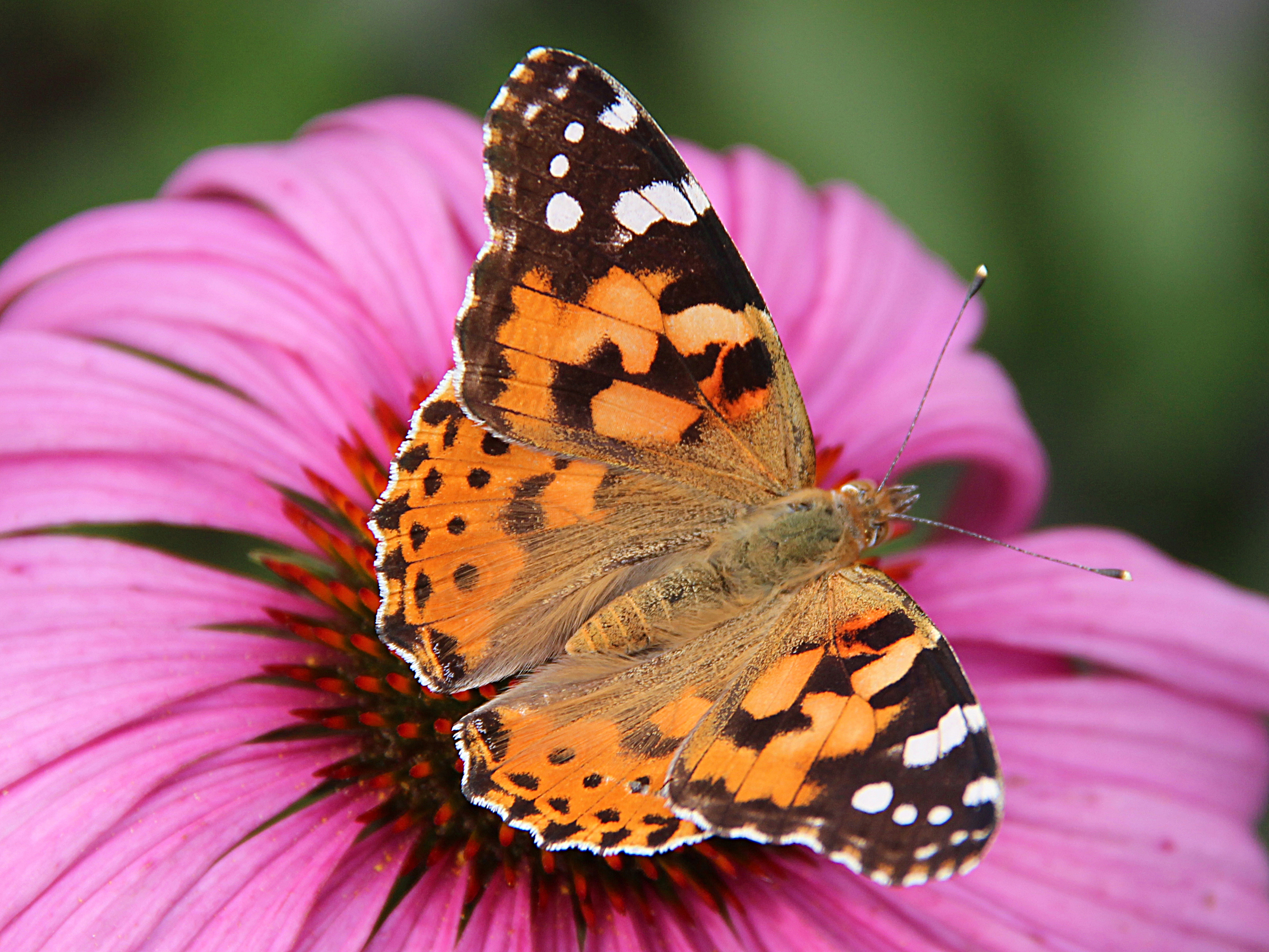
V. cardui

Vanessa cardui (Linnaeus, 1758), conhecida pelos nomes comuns de borboleta-bela-dama e vanessa-dos-cardos, é uma espécie  de lepidóptero ditrísio  da família Nymphalidae. É a uma das borboletas com mais larga distribuição geográfica, encontrando-se em todos os continentes, com excepção da Antárctida. Vive em qualquer zona temperada, incluindo as montanhas dos trópicos. Apesar disso, é apenas residente permanente em áreas temperadas, pelo que migra na primavera, e por vezes no outono. Outras espécies similares são a  Vanessa kershawi (por vezes considerada como uma subespécie), Vanessa virginiensis e Vanessa annabella.

## Descrição
A bela-dama é uma borboleta grande (de 5 a 9 cm) caracterizada pelo seu corpo preto e branco e pelas suas asas em tons alaranjados com marcas pretas e brancas.
Os ovos levam duas semanas para eclodir, sendo que a lagarta leva de 7 a 11 dias para se tornar numa crisálida e mais 7-11 dias para a crisálida se tornar numa borboleta.
A borboleta adulta é muito móvel, estimando-se que percorra cerca de 1 600 km ao longo de sua vida. A viagem de ida e volta para a Europa, que geralmente acontece ao longo de várias gerações, é uma viagem anual de 12.000 quilômetros, cerca de 2.000 a mais do que gerações sucessivas de monarcas são conhecidas por viajar em um ano.
As lagartas alimentam-se de uma variedade de plantas da família das Asteraceae, especialmente da espécie Carduus crispus, o vulgar cardo (daí o nome de vanessa-dos-cardos). Também se alimentam de plantas das famílias Boraginaceae e Malvaceae (especialmente Alcea e  Malva neglecta). Os adultos sugam o néctar de uma variedade de flores de plantas  silvestres e cultivadas, das quais as mais comuns são o cardo e as flores dos géneros Buddleja, Aster, Bidens e Zinnia.

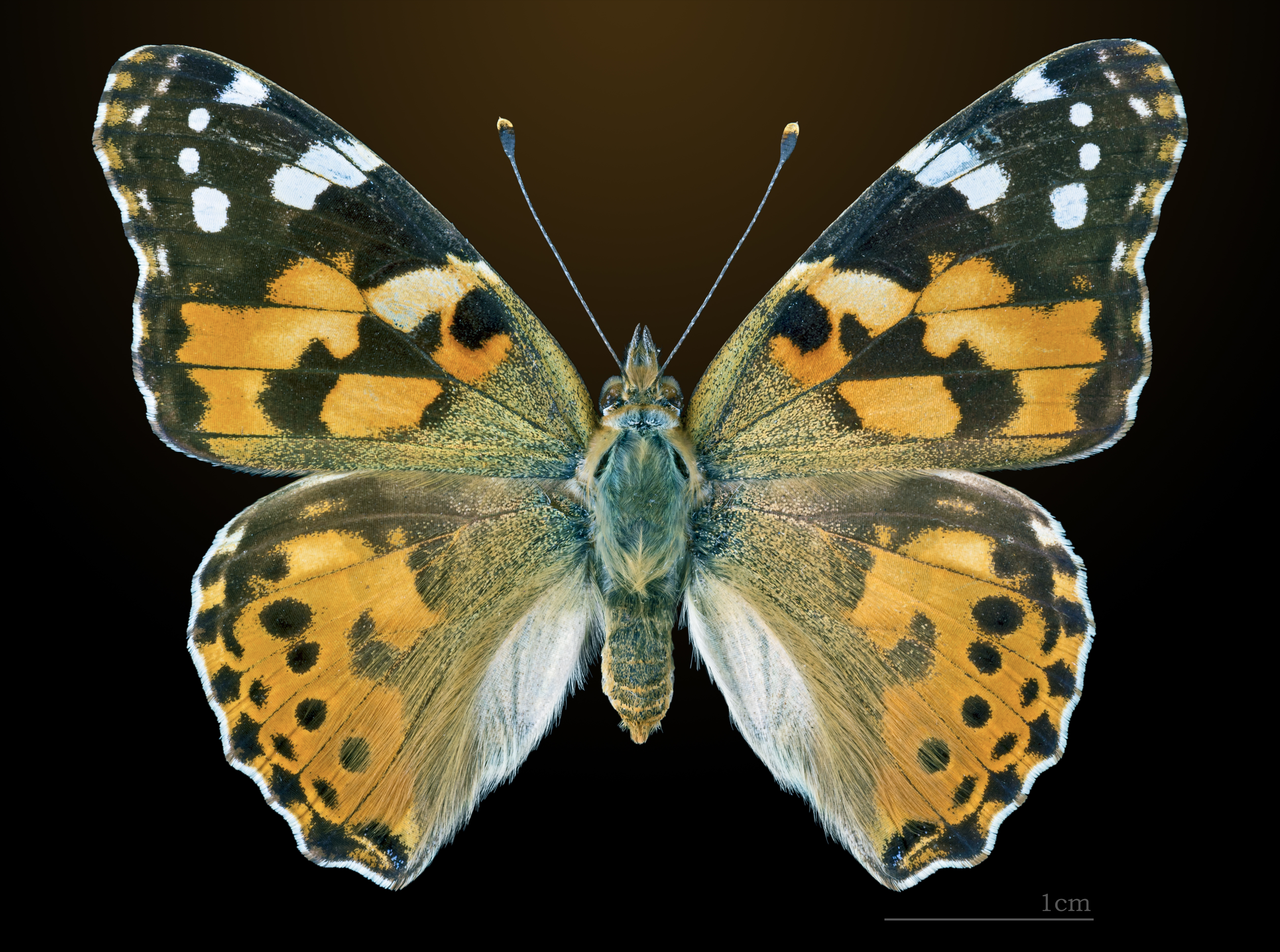
Vanessa cardui
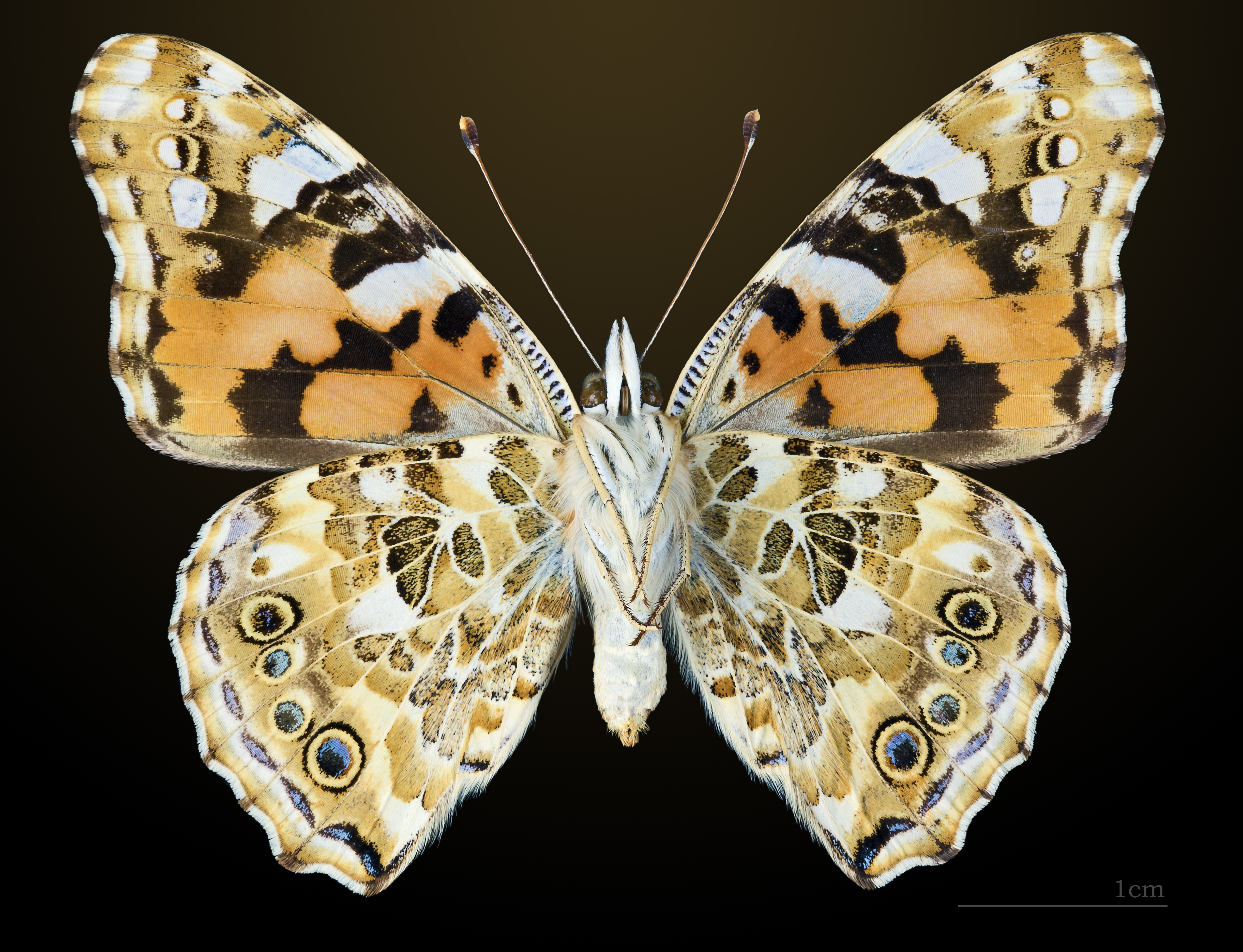
△  Vanessa cardui
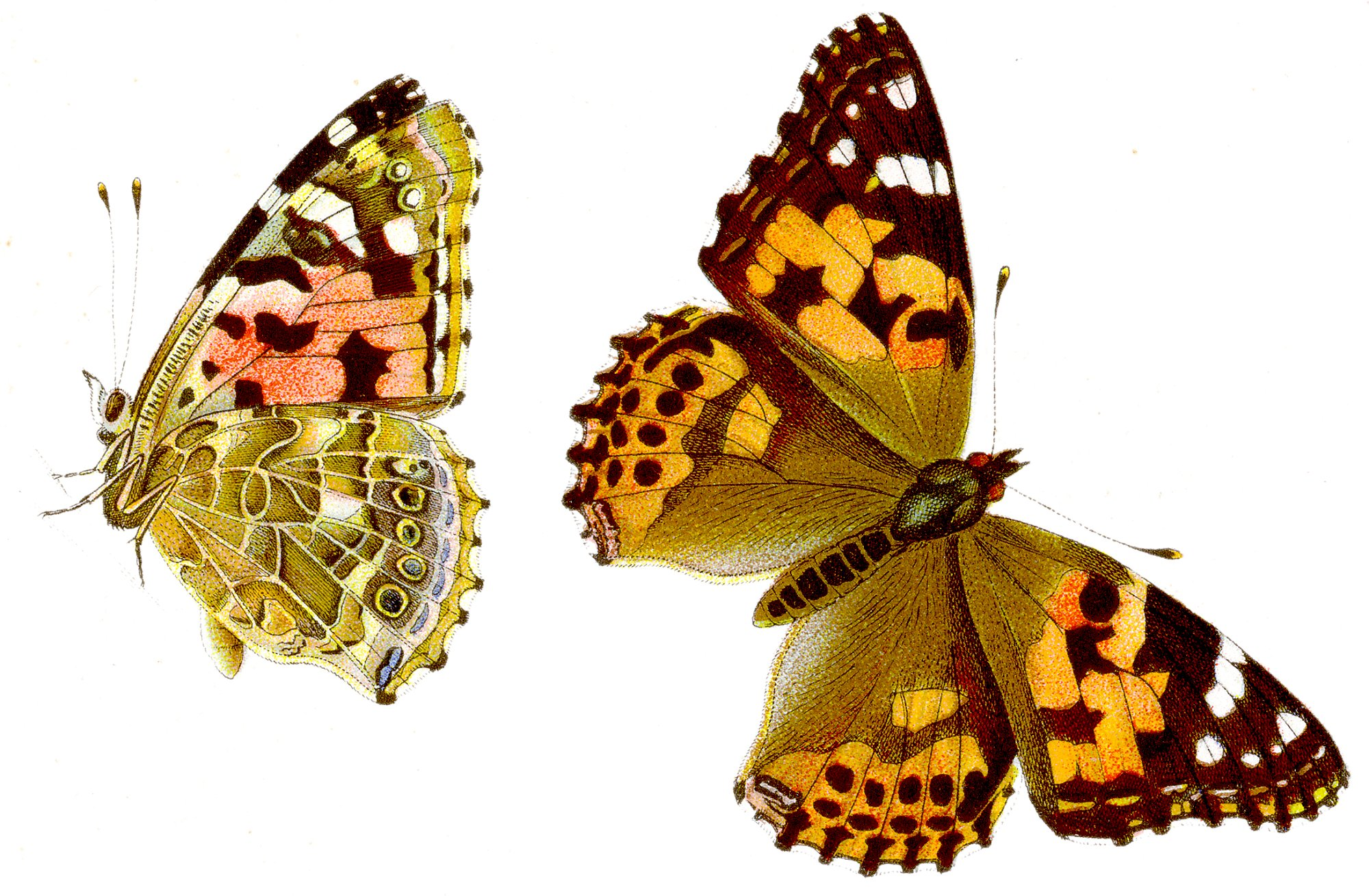
Vanessa cardui